# Kabinet-Wirth II
Het Kabinet-Wirth II regeerde in de Weimarrepubliek van 26 oktober 1921 tot 14 november 1922. Na een jaar van regeren viel dit minderheidskabinet en werd ze opgevolgd door een conservatief kabinet onder de partijloze zakenman Wilhelm Cuno.

## Kabinet–Wirth II
| Ambtsbekleder                  | Ambtsbekleder      | Ambtsbekleder                               | Functie(s)                            | Ambtstermijn     | Ambtstermijn     | Partij(en) |
| ------------------------------ | ------------------ | ------------------------------------------- | ------------------------------------- | ---------------- | ---------------- | ---------- |
|                                | Joseph Wirth       | Joseph Wirth (1879–1956)                    | Rijkskanselier                        | 10 mei 1921      | 14 november 1922 | DZ         |
|                                | Gustav Bauer       | Gustav Bauer (1870–1944)                    | Vicekanselier                         | 10 mei 1921      | 14 november 1922 | SPD        |
| Rijksminister van de Schatkist | Gustav Bauer       | Gustav Bauer (1870–1944)                    |                                       | 10 mei 1921      | 14 november 1922 | SPD        |
|                                | Adolf Köster       | Adolf Köster (1883–1930)                    | Rijksminister van Binnenlandse Zaken  | 26 oktober 1921  | 14 november 1922 | SPD        |
|                                | Joseph Wirth       | Joseph Wirth (1879–1956)                    | Rijksminister van Buitenlandse Zaken  | 26 oktober 1921  | 1 februari 1922  | DZ         |
|                                | Walther Rathenau   | Walther Rathenau (1867–1922)                | Rijksminister van Buitenlandse Zaken  | 1 februari 1922  | 24 juni 1922     | DDP        |
|                                | Joseph Wirth       | Joseph Wirth (1879–1956)                    | Rijksminister van Buitenlandse Zaken  | 24 juni 1922     | 14 november 1922 | DZ         |
|                                | Gustav Radbruch    | Gustav Radbruch (1878–1949)                 | Rijksminister van Justitie            | 26 oktober 1921  | 14 november 1922 | SPD        |
|                                | Robert Schmidt     | Robert Schmidt (1864–1943)                  | Rijksminister van Economische Zaken   | 10 mei 1921      | 14 november 1922 | SPD        |
|                                | Otto Geßler        | Otto Geßler (1875–1955)                     | Rijksminister van Defensie            | 27 maart 1920    | 20 januari 1928  | DDP        |
|                                | Heinrich Brauns    | Heinrich Brauns (1868–1939)                 | Rijksminister van Arbeid              | 20 juni 1920     | 12 juni 1928     | DZ         |
|                                | Wilhelm Groener    | Generalleutnant Wilhelm Groener (1867–1939) | Rijksminister van Verkeer             | 25 juni 1920     | 13 augustus 1923 | O          |
| Vacant                         | Vacant             | Vacant                                      | Rijksminister van Wederopbouw         |                  |                  |            |
|                                | Andreas Hermes     | Andreas Hermes (1878–1964)                  | Rijksminister van Voedsel en Landbouw | 27 maart 1920    | 10 maart 1922    | DZ         |
|                                |                    | Anton Fehr (1881–1954)                      | Rijksminister van Voedsel en Landbouw | 31 maart 1922    | 14 november 1922 | BB         |
|                                | Johannes Giesberts | Johannes Giesberts (1865–1938)              | Rijksminister van Posterijen          | 13 februari 1919 | 14 november 1922 | DZ         |